# Meistriliiga (2023)
Meistriliiga 2023 (znana jako A. Le Coq Premium liiga ze względów sponsorskich) była 33. edycją najwyższej klasy rozgrywkowej piłki nożnej w Estonii.
Brało w niej udział 10 drużyn, które w okresie od 3 marca do 11 listopada 2023 rozegrały 36 kolejek meczów.
Pierwszy sezon, w którym wykorzystuje się z wideoweryfikację (VAR).
Tytuł mistrzowski obroniła drużyna Flora Tallinn zdobywając drugi tytuł z rzędu, a piętnasty w swojej historii.

## Uczestniczące drużyny
| Uczestnicy poprzedniej edycji | Uczestnicy poprzedniej edycji | Uczestnicy poprzedniej edycji | Uczestnicy poprzedniej edycji |
| --- | ----------------------------- | ----------------------------- | ----------------------------- |
| FLO | Flora Tallinn                 | Tallinn                       | 1                             |
| LEV | FCI Levadia Tallinn           | Tallinn                       | 2                             |
| PAI | Paide Linnameeskond           | Paide                         | 3                             |
| NÕM | Nõmme Kalju                   | Tallinn                       | 4                             |
| KUR | FC Kuressaare                 | Kuressaare                    | 5                             |
| TMT | Tartu JK Tammeka              | Tartu                         | 6                             |
| NVA | JK Narva Trans                | Narwa                         | 7                             |
| KAL | Kalev Tallinn                 | Tallinn                       | 8                             |
| VPR | FC Pärnu Vaprus               | Parnawa                       | 10                            |
| po barażach |                               |                               |                               |
| LEG | Legion Tallinn                | Tallinn                       | 9                             |
| Awans z Esiliigi |                               |                               |                               |
| HAR | Harju JK Laagri               | Viljandi                      | 1                             |
| Oznaczenia: - kolumna pierwsza – skróty nazw drużyn, - kolumna trzecia – siedziba klubu, - kolumna czwarta – miejsce zajęte w poprzednim sezonie. |                               |                               |                               |

## Tabela
| Lp. | Drużyna              | M  | Z  | R  | P  | B+ | B– | +/– | Pkt | Kwalifikacja lub spadek                        |
| --- | -------------------- | -- | -- | -- | -- | -- | -- | --- | --- | ---------------------------------------------- |
| 1   | Flora Tallinn (M)    | 36 | 23 | 10 | 3  | 74 | 24 | +50 | 79  | Liga Mistrzów UEFA • I runda kwalifikacyjna    |
| 2   | FCI Levadia (P)      | 36 | 22 | 11 | 3  | 67 | 24 | +43 | 77  | Liga Konferencji UEFA • I runda kwalifikacyjna |
| 3   | Kalev Tallinn        | 36 | 14 | 11 | 11 | 49 | 41 | +8  | 53  | Liga Konferencji UEFA • I runda kwalifikacyjna |
| 4   | Paide Linnameeskond  | 36 | 13 | 14 | 9  | 50 | 34 | +16 | 53  | Liga Konferencji UEFA • I runda kwalifikacyjna |
| 5   | Nõmme Kalju          | 36 | 12 | 13 | 11 | 50 | 42 | +8  | 49  |                                                |
| 6   | Pärnu Vaprus         | 36 | 12 | 12 | 12 | 40 | 43 | −3  | 48  |                                                |
| 7   | Kuressaare           | 36 | 12 | 7  | 17 | 36 | 60 | −24 | 43  |                                                |
| 8   | Narva Trans          | 36 | 12 | 2  | 22 | 32 | 64 | −32 | 38  |                                                |
| 9   | Tartu Tammeka (B, O) | 36 | 5  | 12 | 19 | 33 | 65 | −32 | 27  | baraż o Meistriliiga                           |
| 10  | Harju Laagri (S)     | 36 | 5  | 8  | 23 | 27 | 61 | −34 | 23  | spadek do Esiliiga                             |

1. 1 2  Mecze bezpośrednie, liczba punktów: Tallinna Kalev 8, Paide Linnameeskond 2.

## Wyniki
| Gospodarz \ Gość    | LEV | FLO | HAR | KUR | NAR | NÕM | PLM | KAL | TAM | VAP | LEV | FLO | HAR | KUR | NAR | NÕM | PLM | KAL | TAM | VAP |
| ------------------- | --- | --- | --- | --- | --- | --- | --- | --- | --- | --- | --- | --- | --- | --- | --- | --- | --- | --- | --- | --- |
| FCI Levadia         |     | 0–0 | 6–1 | 4–1 | 3–0 | 2–1 | 2–0 | 2–1 | 3–0 | 0–0 |     | 2–1 | 1–1 | 4–0 | 3–0 | 3–0 | 1–0 | 1–1 | 2–1 | 0–0 |
| Flora Tallinn       | 0–2 |     | 4–0 | 4–0 | 5–0 | 3–1 | 0–0 | 3–0 | 1–1 | 4–0 | 2–2 |     | 2–0 | 3–0 | 1–4 | 0–0 | 2–1 | 1–0 | 3–0 | 1–1 |
| Harju Laagri        | 2–1 | 0–1 |     | 1–1 | 1–2 | 1–2 | 0–1 | 0–2 | 2–3 | 1–2 | 0–1 | 2–3 |     | 1–1 | 0–2 | 1–0 | 0–1 | 0–2 | 3–0 | 0–4 |
| Kuressaare          | 0–2 | 1–4 | 1–1 |     | 3–0 | 2–0 | 1–4 | 1–2 | 3–1 | 1–2 | 2–1 | 0–3 | 1–1 |     | 1–0 | 0–2 | 0–4 | 1–1 | 1–1 | 1–0 |
| Narva Trans         | 0–2 | 0–1 | 2–0 | 0–1 |     | 0–2 | 0–0 | 2–1 | 2–0 | 0–2 | 0–1 | 1–3 | 1–3 | 2–0 |     | 2–1 | 1–3 | 2–1 | 2–0 | 0–4 |
| Nõmme Kalju         | 0–1 | 2–2 | 1–1 | 2–0 | 2–0 |     | 1–1 | 1–2 | 1–2 | 1–0 | 4–3 | 0–0 | 1–0 | 4–1 | 4–0 |     | 3–3 | 1–2 | 4–1 | 1–1 |
| Paide Linnameeskond | 1–1 | 1–3 | 1–0 | 0–1 | 2–1 | 0–0 |     | 0–1 | 0–0 | 0–1 | 2–2 | 0–0 | 4–0 | 1–0 | 1–2 | 2–0 |     | 1–1 | 6–3 | 3–0 |
| Kalev Tallinn       | 0–2 | 0–2 | 1–1 | 0–3 | 0–1 | 0–0 | 1–1 |     | 1–1 | 1–1 | 1–2 | 1–1 | 2–1 | 1–3 | 5–0 | 1–1 | 2–1 |     | 1–1 | 1–0 |
| Tartu Tammeka       | 2–2 | 0–3 | 2–0 | 0–0 | 1–1 | 0–2 | 0–0 | 1–2 |     | 2–3 | 0–0 | 1–2 | 2–1 | 0–1 | 3–0 | 1–1 | 1–2 | 2–7 |     | 0–0 |
| Pärnu Vaprus        | 0–0 | 1–5 | 0–1 | 1–2 | 1–0 | 1–1 | 2–2 | 0–2 | 1–0 |     | 0–3 | 0–1 | 0–0 | 3–1 | 3–2 | 3–3 | 1–1 | 0–2 | 2–0 |     |

## Baraż o Meistriliiga
Tartu Tammeka wygrał 6-1 dwumecz z Viimsi drugą drużyną Esiliiga o miejsce w Meistriliiga na sezon 2024.
| 29 listopada 2023 | Viimsi | 0:5   | Tartu Tammeka                                                                         |                                                             |
| 17:00             |        | (0:2) | 11', 37' Ahmed Adebayo · 46' Giacomo Uggeri · 64' Tanel Tammik · 89' Dominic Laaneots | Sportland Arena, Tallinn Widzów: 375 Sędzia: Rasmus Maalinn |

| 3 grudnia 2023 | Tartu Tammeka     | 1:1   | Viimsi              |                                                            |
| 17:00          | Ahmed Adebayo 70' | (0:1) | 20' Gregor Lehtmets | Tamme staadion, Tartu Widzów: 140 Sędzia: Joonas Jaanovits |

## Najlepsi strzelcy
| Bramki | Strzelcy               | Drużyna                    |
| ------ | ---------------------- | -------------------------- |
| 16     | Tristan Koskor         | Narva Trans                |
| 14     | Konstantin Vassiljev   | Flora Tallinn              |
| 13     | Guy Mollo Bessala      | FCI Levadia                |
| 12     | Sergei Zenjov          | Flora Tallinn              |
| 11     | Ernest Agyiri          | FCI Levadia                |
| 10     | Kevin Mätas            | Tartu Tammeka              |
| 10     | Tristan Toomas Teeväli | Kalev Tallinn              |
| 9      | Sten Reinkort          | Flora Tallinn / Kuressaare |
| 8      | Bourama Fomba          | FCI Levadia                |
| 8      | Kevin Kauber           | Pärnu Vaprus               |
| 8      | Mattias Männilaan      | Kuressaare                 |
| 8      | Foday Trawally         | Kalev Tallinn              |

Źródło: 

## Stadiony
| Flora Tallinn FCI Levadia |
| ------------------------- |
| A. Le Coq Arena           |
|                           |

| Harju Laagri             |
| ------------------------ |
| Laagri kunstmurustaadion |
|                          |

| Kuressaare               |
| ------------------------ |
| Kuressaare linnastaadion |
|                          |

| Narva Trans               |
| ------------------------- |
| Narva Kreenholmi staadion |
|                           |

| Nõmme Kalju     | Nõmme Kalju  |
| --------------- | ------------ |
| Sportland Arena | Stadion TNTK |
|                 |              |

| Paide Linnameeskond           |
| ----------------------------- |
| Stadion Paide Ühisgümnaasiumi |
|                               |

| Kalev Tallinn    |
| ---------------- |
| Stadion Kadriorg |
|                  |

| Tartu Tammeka  |
| -------------- |
| Tamme staadion |
|                |

| Pärnu Vaprus        |
| ------------------- |
| Pärnu Rannastaadion |
|                     |

Źródło: